# Champigneulles
Champigneulles este o comună franceză situată în departamentul Meurthe-et-Moselle, în regiunea Grand Est.

## Geografie

### Localizare
Champigneulles este un oraș loren din suburbia orașului Nancy, situat în valea Meurthe, la 4 km nord de Nancy, 18 km sud-vest de Toul, 43 km sud de Metz și 120 km vest de Strasbourg.

### Comune limitrofe
| Liverdun        | Frouard Bouxières-aux-Dames | Lay-Saint-Christophe |
| Velaine-en-Haye |                             | Malzéville           |
| Maron           | Laxou                       | Maxéville            |

### Geologie și relief
Comuna este alcătuită din 453,60 hectare de teritorii artificializate (18,86 %), 48,11 hectare de teritorii agricole (2,00 %) și 1.902,85 hectare de păduri și medii semi-naturale (79,12 %).
Spații naturale:
- O zonă protejată în afara rețelei Natura 2000:
  - Ansamblul constituit din Castelul de Jos și o parte din parcul acestuia din Champigneulles.
- Două zone naturale de interes ecologic, faunistic și floristic (ZNIEFF)[n 1]:
  - Valea Bellefontaine din Champigneulles,
  - Platoul de Haye și pădurea L’Évêque.
- Un sit bioarheologic:
  - Talinthe (La).

### Hidrografie și apele subterane
Comuna se află în bazinul hidrografic al Rinului, în cadrul bazinului Rin-Meuse. Este drenată de Meurthe, Amezule, canalul Marne la Rin, pârâul Étang de Morey și pârâul Étangs de Champigneulles.
Meurthe, cu o lungime de 161 km, își are izvorul în comuna Le Valtin și se varsă în Moselle la Pompey, după ce a traversat 53 de comune. Caracteristicile hidrologice ale râului Meurthe sunt furnizate de stația hidrologică situată în comuna Malzéville. Debitul mediu lunar este de 40,2 m³/s. Debitul mediu zilnic maxim este de 751 m³/s, atins în timpul viiturii din 27 mai 1983. Debitul instantaneu maxim este de 808 m³/s, atins la 4 octombrie 2006.
Amezule, cu o lungime de 19 km, își are izvorul în comuna Erbéviller-sur-Amezule și se varsă în Meurthe pe teritoriul comunei, după ce a traversat douăsprezece comune.
Canalul de la Marne la Rin, cu o lungime de 293 km și 178 de ecluze inițial, leagă Marne (la Vitry-le-François) de Rin (la Strasbourg). Prin canalul lateral al Marnei, este conectat la rețeaua navigabilă a Senei spre Île-de-France și Normandia.
Un luciu de apă completează rețeaua hidrografică: lacul Bellefontaine (7,2 ha).

### Climă
În 2010, clima comunei era de tip oceanic degradat, specific câmpiilor din Centru și Nord, conform unui studiu al CNRS, bazat pe o serie de date aferente perioadei 1971-2000. În 2020, Météo-France a publicat o tipologie a climatului din Franța metropolitană, în care comuna este clasificată cu un climat semi-continental și se află în regiunea climatică Lorena, platoul Langres, Morvan, caracterizată printr-o iarnă aspră (1,5 °C), vânturi moderate și ceață frecventă în toamnă și iarnă.
Pentru perioada 1971-2000, temperatura medie anuală este de 10 °C, cu o amplitudine termică anuală de 16,8 °C. Cantitatea medie anuală de precipitații este de 809 mm, cu 11,8 zile de precipitații în ianuarie și 9 zile în iulie. Pentru perioada 1991-2020, temperatura medie anuală observată la stația meteorologică cea mai apropiată, situată în comuna Tomblaine la 6 km distanță în linie dreaptă, este de 11,0 °C, iar cantitatea medie anuală de precipitații este de 746,3 mm.
Pentru viitor, parametrii climatici estimati pentru comună, pentru anul 2050, conform diferitelor scenarii de emisii de gaze cu efect de seră, pot fi consultati pe un site dedicat publicat de Météo-France în noiembrie 2022.

## Urbanism

### Tipologie
La 1 ianuarie 2024, Champigneulles este clasificată drept zonă de centură urbană, conform noii grile comunale de densitate în șapte niveluri, definită de INSEE (Institutul Național de Statistică și Studii Economice) în 2022. Aparține unității urbane Nancy, o aglomerare intradepartamentală care reunește 28 de comune, dintre care este o comună din suburbie. De asemenea, comuna face parte din zona metropolitană a orașului Nancy, fiind o comună din coroana acesteia. Această zonă, care cuprinde 353 de comune, este clasificată în categoria zonelor cu o populație cuprinsă între 200.000 și mai puțin de 700.000 de locuitori.

### Utilizarea terenului
Utilizarea terenurilor din comună, conform bazei de date europene privind ocuparea biofizică a solurilor Corine Land Cover (CLC), se caracterizează prin predominanța pădurilor și a mediilor seminaturale (78,8 % în 2018), proporție sensibil egală cu cea din 1990 (78,7 %). Repartiția detaliată în 2018 este următoarea: păduri (74,8 %), zone urbanizate (10,9 %), zone industriale sau comerciale și rețele de comunicație (6,3 %), medii cu vegetație arbustivă și/sau ierboasă (4 %), culturi permanente (1,3 %), mine, gropi de gunoi și șantiere (1 %), spații verzi artificializate, neagricole (0,9 %), pajiști (0,7 %), terenuri arabile (0,1 %). Evoluția ocupării terenurilor în comună și a infrastructurilor sale poate fi observată pe diferitele reprezentări cartografice ale teritoriului: harta Cassini (secolul XVIII), harta de stat-major (1820-1866) și hărțile sau fotografiile aeriene ale IGN pentru perioada actuală (1950 până în prezent).

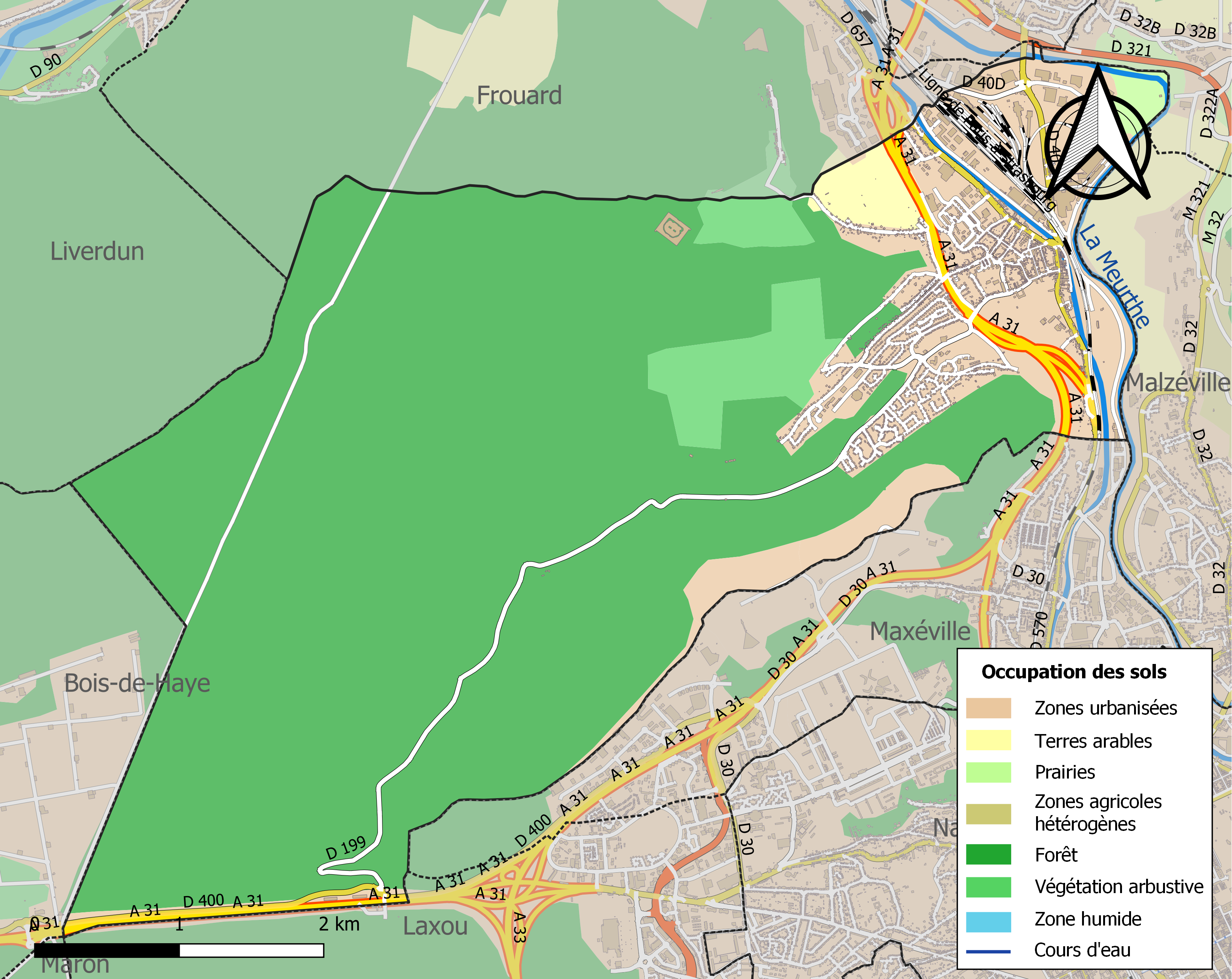
Harta infrastructurii și utilizării terenului a comunei în 2018 (CLC).

### Căi de comunicație și transport

#### Căi rutiere
Champigneulles este traversată de fosta șosea națională 57 și de autostrada A31, care dispune de puncte de acces pe teritoriul comunei.

#### Linii SNCF
thumb|Gara Champigneulles
Orașul dispune de gara Champigneulles, situată pe linia Paris-Est – Strasbourg-Ville, deservită de trenuri TER Grand Est care efectuează curse între gările Nancy-Ville și Metz-Ville, respectiv între Nancy-Ville și Luxemburg.

#### Porturi
Localitatea beneficiază de un port fluvial pe canalul de la Marne la Rin.

## Toponimie

### Atestări vechi
Denumirea satului este atestată sub următoarele forme:
- Villa Campineola (935)[26]
- Villa nuncupata Champeigneules (cca 940)[n 7][27]
- Amalwinus de Campeniulis (cca 1070)[28]
- Ecclesia apud Campaniolas (1130)[29]
- In Champegneulle (1156)[30]
- Molendinum de Campagneio de novo constructum (1188)[31]
- Campaneola (1192)[32]
- Campinoles (1196)[33]
- Finis de Champigneulle (1206)[34]
- Champeignola (1225)[35]
- Champegnueles (1349)[36]
- Champignolæ (1386)[37]
- Champegneulle (1420)[38]
- Champegnelle (1424)[38]
- Champegneulles (1492)[39]
- Champgneulles (1526)[38]
- Champigneul (1594)[40]
- Champigneulle (1600)[38]

## Etimologie
Numele provine din latina târzie campineola, care înseamnă „mică câmpie, în sensul de câmp sau teren fertil” sau, potrivit lui Ernest Nègre, „mică întindere de șes”, fiind compus din latina târzie campania („vastă câmpie”) și sufixul diminutival feminin singular -eola (trecut ulterior la plural). Acest tip de formare toponimică este medieval.
Există o omonimie cu numeroasele Champigneul(le)(s), Champagnolles, Champignolles (Côte-d'Or), Champignolles (Eure), Champignolles-le-haut, Champignolles-le-bas (Bazoches), Campagnolles, Campigneulles etc.

## Istorie
Săpăturile au scos la iveală urme de locuire încă din preistorie (sunt semnalate două stațiuni neolitice).
Vestigii galo-romane au fost descoperite în 1869 în sectorul Noirval, în special o stelă dedicată zeului Marte. De asemenea, situl unei vile galo-romane a făcut obiectul, în 1969/1970, al unei săpături de salvare în locul numit Au Sarrasin. Acolo a fost descoperită, printre altele, o pivniță ce conținea un depozit de obiecte din bronz, mai mult sau mai puțin deteriorate, destinate probabil topirii (inclusiv o statuie a lui Dionysos).
O populație dispersată în valea Bellefontaine a format treptat un cătun, numit Saint-Barthélémy, legat de Bouxières-aux-Dames.
Potrivit lui Henri Lepage, satul Champigneulles era altădată un alodiu pe care o doamnă, numită Hérisende (Hersende), îl oferise sfântului Gauzelin, episcop de Toul, care, la rândul său, îl dăruise, în anul 935, abației Bouxières-aux-Dames, pe care tocmai o întemeiase. Același autor indică, într-o altă lucrare, că tot contele Alborfe (sau Albolfe ori Albolfus) a fost cel care a oferit mănăstirii Saint-Arnoul, în jurul anului 940, orașul său Champigneulles, compus din „biserica cu jurisdicția aferentă (ban), atât în domenii (manses) cât și în case, terenuri cultivate și necultivate, pajiști, câmpuri, mori etc.”. Această aparentă contradicție este posibil să nu fie una reală.
În 1130, Henri de Lorraine, episcop de Toul, a confirmat lui Bertram, starețul mănăstirii Saint-Arnoul, și priorului din Lay-Saint-Christophe, posesia celor trei biserici: Saint-Christophe, Saint-Èvre din Champigneulles și Saint-Barthélémy, situate într-o vale din pădurea Haye. Această biserică Saint-Barthélémy și satul cu același nume nu mai există; biserica a supraviețuit cu un schit până după 1636, dar ambele au fost distruse de războaie în deceniile următoare.
În 1156, zeciuielile satului Champigneulles, împreună cu cele din Frouard, au fost dăruite abației Bouxières de către ducele Matia I de Lorena⁠(d), iar în 1206, ducele Frederic al V-lea de Lorena⁠(d) i-a acordat acesteia dreptul de pășunat comun pe tot teritoriul (ban) satelor Champigneulles și Frouard. În 1225, ducele Matia al II-lea de Lorena⁠(d) a oferit o parte din pădurea Haye bisericii din Toul, printr-un act în care satul Champigneulles era numit „Champeignole”.
După anexarea Alsaciei și Lorenei în 1871, fortul din Frouard a fost construit între 1879 și 1883 pe teritoriul comunei, pentru a servi drept punct de oprire în „culoarul Charmes”, între fortificația de la Toul și cea de la Épinal.

## Populația și societatea

### Date demografice
Evoluția numărului de locuitori este cunoscută prin recensămintele populației efectuate în comună începând din 1793. Pentru comunele cu mai puțin de 10 000 de locuitori, un recensământ al întregii populații este realizat la fiecare cinci ani, populațiile legale pentru anii intermediari fiind estimate prin interpolare sau extrapolare.
În 2022, comuna număra 6 588 locuitori, în scădere cu -2,85 % față de 2016 (Meurthe-et-Moselle: -0,13 %, Franța fără Mayotte: +2,11 %).
| An        | 1793 | 1806 | 1841 | 1861  | 1876  | 1886  | 1901  | 1921  | 1936  | 1962  | 1982  | 2006  | 2014  | 2022  |
| --------- | ---- | ---- | ---- | ----- | ----- | ----- | ----- | ----- | ----- | ----- | ----- | ----- | ----- | ----- |
| Populație | 710  | 638  | 951  | 1 237 | 2 041 | 2 573 | 3 378 | 4 125 | 5 310 | 5 854 | 7 919 | 6 765 | 6 886 | 6 588 |

## Cultură locală și patrimoniu

### Locuri și monumente

#### Clădiri civile
- Incinta preistorică de la Fourasse, datând din preistorie și epoca fierului, clasificată ca monument istoric[59].
- Pădurea Haye: Champigneulles beneficiază de bogățiile naturii din apropiere, oferind un cadru ideal pentru alergare sau mountain bike.
- Château de Bas[60]: construit în 1711[61] de François Christophe Le Prud'Homme, conte de Fontenoy, parțial stăpân al Champigneulles[62]. Acesta era moștenitor al familiei de Mengin, care deținea deja în 1525 la Champigneulles domeniul Grande Maison[43], și ea însăși moștenitoare a familiei de Rémerville, deja stăpâni ai Champigneulles în secolul al XV-lea. Voltaire a dorit să cumpere acest castel în 1758, dar cererea i-a fost refuzată[44]. În jurul Château de Bas se află în prezent un parc public, o școală primară și o sală de activități intergeneraționale pe amplasamentul fostului moară.
- Château de Haut: inițial o casă fortificată în Evul Mediu, transformată ulterior în castel. Data exactă a construcției actuale nu este cunoscută, dar clădirea este flancată de două turnuri din secolul al XVI-lea. În secolul al XVIII-lea, castelul și parcursul său imens deveniseră proprietatea lui Claude-Charles de Malvoisin, soțul Mariei-Elisabeth Collignon, nepoata lui Georges Collignon, consilier de stat, stăpân al Silly și parțial al Champigneulles, care cumpărase în 1628 de la ducele de Lorena veniturile și redevențele din Champigneulles, Frouard, Faulx și Malleloy[43]. Parcul a fost vândut în 1924 și transformat în loturi, în timp ce castelul a fost achiziționat de municipalitate în 1931 și servește de atunci ca primărie a Champigneulles[63].
- Clădirea Administrativă a Berăriilor, demolată la sfârșitul anului 2009[64], în ciuda interesului arhitectural evident, incluzând sculpturile lui Alfred Finot[64].

#### Clădiri militare
- Fortul Frouard[52].

#### Monumente comemorative
- Monumentul eroilor căzuți, ridicat în 1922–1923 și mutat în 1938[66]. Monumentul a fost realizat de Jules Cayette și antreprenorul Georgeot. Unul dintre principalii mecenați ai monumentului a fost Saint-Just Péquart, locuitor al Champigneulles[66].
- Monumentul celor împușcați de la Malepierre, situat într-o poiană a pădurii Haye, pe teritoriul comunei Champigneulles, la câțiva kilometri de nodul rutier al autostrăzii A31[67]. Acest monument a fost construit în memoria a 63 de membri ai rezistenței din Al Doilea Război Mondial, dintre care 11 erau lucrători feroviari din grupul de rezistenți Buffard-Gambetta[68].

#### Clădiri religioase
- Biserica Saint-Epvre. Deși nu a rămas nimic din biserica medievală, clădirea actuală are totuși aproape 400 de ani: primul travée al corului datează din 1618, iar nava din 1774[69].
  - Orga, construită de Joseph Géant în 1850[70][71].
  - Pietà, scenă intermediară între coborârea de pe cruce și așezarea în mormânt, o reprezintă pe Fecioara Maria ca Mater Dolorosa, plângându-și fiul, Cristos, al cărui trup se odihnește pe genunchii ei[72][73].
  - Statuie: Sfântul Pavel[74].
  - Statuie: Sfântul Petru[75].